# 멕시코긴혀박쥐
멕시코긴혀박쥐(Choeronycteris mexicana)는 주걱박쥐과 긴혀박쥐아과에 속하는 박쥐의 하나이다. 멕시코긴혀박쥐속(Choeronycteris)의 유일종이다. 엘살바도르와 과테말라, 온두라스, 멕시코 그리고 미국에서 발견된다.

## 어원
학명 Choeronycteris은 그리스어로 "돼지"라는 의미의 "코이로스"(choiros)와 "박쥐"라는 의미의 "닉테리스"(nykteris)의 합성어에서 유래했다. 종소명 "메시카나"(mexicana)는 분포 지역을 가리킨다.

## 특징
멕시코긴혀박쥐는 중형 크기의 박쥐이다. 털 길이는 최대 7mm이고 대개 회색부터 갈색을 띠지만, 어깨 쪽은 더 연한 색을 띤다. 날개는 좀더 진한 갈색조의 회색을 띠고, 털 끝은 더 연한 색을 보인다. 귀 또한 몸과 같은 색을 띠고, 크기가 다양하다. 꼬리는 짧다. 몸무게는 10~20g으로 임신한 암컷은 최대 25g 정도이다.